# Rolandino da Padova
Rolandino da Padova (Lat. Rolandinus Patavinus) (1200 – Padova, 2 febbraio 1276) è stato un giurista e letterato italiano.

## Biografia
Studiò all'Università di Bologna, dove fu allievo del fiorentino Boncompagno da Signa.
Maestro di grammatica e retorica all'Università di Padova, fu notaio del comune di Padova.
Scrisse un'importante Cronica medievale narrante gli avvenimenti storici nel territorio veneto durante il dominio di Ezzelino III da Romano, soggetto principale del testo. La Cronica è considerata una delle più importanti e uniche opere di storiografia italiana del Medioevo.
Sostenitore della libertà comunale, il suo ruolo durante la signoria di Ezzelino III da Romano è stato comunque controverso.
Fu sepolto nella Chiesa di San Daniele (Padova). La sua tomba fu poi rimossa nel XVI secolo.

## Opere principali
- Chronica in factis et circa facta Marchiae Trivixane